# Collegio di Jarrow and Gateshead East
Jarrow and Gateshead East è un collegio elettorale situato nel Tyne and Wear, nel Nord Est dell'Inghilterra, e rappresentato alla Camera dei comuni del Parlamento del Regno Unito. Elegge un membro del parlamento con il sistema first-past-the-post, ossia maggioritario a turno unico; l'attuale parlamentare è Kate Osborne del Partito Laburista, che rappresenta il collegio dal 2024.

## Estensione
Il collegio comprende i seguenti ward:
- nel borgo metropolitano di Gateshead: Felling; Pelaw and Heworth; Wardley and Leam Lane e Windy Nook and Whitehills;
- nel borgo metropolitano di South Tyneside: Bede; Boldon Colliery; Fellgate and Hedworth; Hebburn North; Hebburn South; Monkton e Primrose.[1]

## Membri del parlamento
| Elezione | Elezione | Deputato     | Partito   |
| -------- | -------- | ------------ | --------- |
|          | 2024     | Kate Osborne | Laburista |

## Elezioni

### Elezioni negli anni 2020
| Partito                    | Partito                                      | Candidato                  | Risultati 4 luglio 2024 | Risultati 4 luglio 2024 |
| Partito                    | Partito                                      | Candidato                  | Voti                    | %                       |
| -------------------------- | -------------------------------------------- | -------------------------- | ----------------------- | ----------------------- |
|                            | Laburista                                    | Kate Osborne               | 18 856                  | 51,34                   |
|                            | Reform UK                                    | Lynda Alexandra            | 9 892                   | 26,93                   |
|                            | Conservatore                                 | Jack Gebhard               | 3 354                   | 9,13                    |
|                            | Verdi                                        | Nic Cook                   | 2 384                   | 6,49                    |
|                            | Lib Dem                                      | James Rickelton            | 1 740                   | 4,74                    |
|                            | Alliance for Democracy and Freedom           | Mark Conway                | 502                     | 1,37                    |
|                            |                                              |                            |                         |                         |
| Iscritti                   | Iscritti                                     | Iscritti                   | 70 272                  | 100,00                  |
| ↳ Votanti (% su iscritti)  | ↳ Votanti (% su iscritti)                    | ↳ Votanti (% su iscritti)  | 36 728                  | 52,27                   |
| ↳ Astenuti (% su iscritti) | ↳ Astenuti (% su iscritti)                   | ↳ Astenuti (% su iscritti) | 33 544                  | 47,73                   |
|                            |                                              |                            |                         |                         |
|                            | Esito: collegio a Laburista (nuovo collegio) |                            |                         |                         |